# 霧深きエルベのほとり
『霧深きエルベのほとり』（きりふかきエルベのほとり）は、宝塚歌劇団のミュージカル作品。菊田一夫が脚本を書き、初演では演出も担当した。
ドイツのエルベ川の河口にあるハンブルクを舞台に、荒くれ水夫と良家の娘の悲恋を描いた名作である。1963年（昭和38年）に宝塚大劇場で初演されて、以来幾度となく再演されている。

## あらすじ
主人公の船乗り・カールは船乗りを辞めるつもりで久しぶりに故郷ハンブルクに帰ってきた。おりしも街は年に1度のビア祭りの初日。祭りの興奮と熱気の中で、カールはマルギットと出会う。彼女は「自由になりたくて」家出してきたところだと言う。二人は互いに惹かれ、別れがたく思い、湖畔のホテルで一夜を共にする。翌朝、カールはマルギットにプロポーズする。二人でアパートを借りて、一緒に生きようと誓いあう。
ところが、マルギットはハンブルクでも指折りの名家の令嬢で、フロリアンという婚約者のいる身だった。連れ戻しに来た家族にむかってマルギット「カールと一緒でなければ、家には戻らない」と宣言してしまう。
カールは家に迎え入れられるが周囲の人々の目は厳しく、言葉や態度の粗野なカールは浮くばかり。マルギット自身もそんなカールを恥ずかしく思うようになる。フロリアンはそんなマルギットを優しく諌める。
カールも、マルギットの思いに気づく。愛し合っているのに、すれ違う感情に翻弄される。カールはマルギットの幸せを思い別れる決心をする。ヨゼフの出した手切れ金を受け取り、マルギットに憎まれ口と別れ台詞を吐き捨てて出て行く。
マルギットは絶望するが、フロリアンにあの台詞はカールがマルギットのためを思って無理に作った言葉だと諭され、後を追う。そして港のカールの行きつけの酒場で、彼は再び船に乗り今夜出港すること、船が出たら手切れ金をマルギットの元へ返してくれと頼んでいった事を聞く。
そのとき、夜霧をついて出港の汽笛が鳴り響いた。マルギットの幸せだけを願いながら、カールは再び独り海へと旅立って行った。

## 登場人物
- カール - フランクフルト号の船員
- マルギット - シュラック家の令嬢
- フロリアン - マルギットの婚約者
- シュザンヌ - マルギットの妹。フロリアンを慕っている

## 楽曲
- うたかたの恋 - 宝塚歌劇では「うたかたの恋」の同名の主題歌の方が有名であるが、カラオケに収録されているのはマイナーなこの楽曲の方が多い。

## これまでの上演

### 1963年月組・初演
5月1日から6月2日まで、宝塚大劇場にて上演。1965年3月6日から3月26日に東京宝塚劇場にて上演された。東京公演のスタッフは鴨川清作（演出）。伴演作は宝塚では『潮の鈴』、東京では『花響楽』。
- 主な配役　カール：内重のぼる／マルギット：淀かほる（1963年）、八汐路まり（1965年）／フロリアン：藤里美保（1963年）、上月晃（1965年）

宝塚大劇場公演のデータ
形式名は「ミュージカル・ロマンス」。
24場。
- スタッフ
  - 演出：菊田一夫[5]
  - 音楽[5]：入江薫、中井光晴、中元清純、寺田瀧雄、吉崎憲治
  - 音楽指揮：橋本和明[5]
  - 振付[5]：岡正躬、佐々木和男
  - 装置：渡辺正男[5]
  - 衣装：静間潮太郎[5]
  - 照明：大庭三郎[6]
  - 音響：松永浩志[6]
  - 小道具：山田圭一郎[6]
  - 効果：村上茂[6]
  - 演出捕：鴨川清作[6]
  - 演出助手[6]：酒井澄夫、大関弘政

### 1967年月組
1月28日から2月28日まで、宝塚大劇場にて上演。同年4月1日から4月27日に東京宝塚劇場にて上演。宝塚・東京共通のスタッフは菊田一夫。伴演作は『おーい春風さん』。
内重のぼるのサヨナラ公演となった。
宝塚大劇場公演のデータ
形式名は「ミュージカル・ロマンス」。
24場。
- スタッフ
  - 作・演出：菊田一夫[7]
  - 演出：鴨川清作[7]
  - 音楽：入江薫[7]、中井光晴[7]、中元清純[7]、寺田瀧雄[7]、吉崎憲治[8]
  - 音楽指揮：橋本和明[8]
  - 振付[8]：岡正躬、佐々木和男
  - 装置：渡辺正男[8]
  - 衣装：静間潮太郎[8]
  - 照明：北辻芳一[8]
  - 小道具：生島道正[8]
  - 効果：村上茂[8]
  - 録音：松永浩志[8]
  - 演出補[8]：大関弘政、海野洋司
  - 演出助手：草野旦[8]
  - 制作：野田浜之助[8]

- 主な配役
  - カール：内重のぼる[7]
  - マルギット：八汐路まり[7]
  - フロリアン：古城都[7]
  - シュザンヌ：日夏悠理[7]
  - ヨゼフ：美山しぐれ[7]
  - ベロニカ：恵さかえ[7]
  - ホルガー：岬ありさ[7]
  - ロンバルト：小柳日鶴[7]
  - ザビーネー：御幸沙智子[7]
  - ベティ：大海竜子[7]
  - アンゼリカ：初風諄[7]
  - フックス：清はるみ[7]
  - ポール：水はやみ[7]
  - ハンス：八島左知[7]
  - フリッツ：榛名由梨[7]

### 1973年月組
5月26日から6月28日（第一回新人公演は6月16日、第二回新人公演は6月19日）、宝塚大劇場にて上演。同年8月2日から8月29日（第一回新人公演は8月19日、第二回新人公演は8月21日）に東京宝塚劇場にて上演。宝塚・東京共通のスタッフは菊田一夫、鴨川清作（演出）。伴演作は『ファニー・フィーリング』。
- 主な配役　
  - カール：古城都（宝塚第一回新人公演・東京第二回新人公演：大滝子、宝塚第二回新人公演・東京第一回新人公演：榛名由梨）[12]
  - マルギット：初風諄（宝塚第一回新人公演・東京第二回新人公演：千草美景、宝塚第二回新人公演・東京第一回新人公演：麗美花）[12]

宝塚大劇場公演のデータ
形式名は「菊田一夫先生に捧げるミュージカル・ロマンス」。
18場。
- スタッフ
  - 作・演出：菊田一夫[9]
  - 演出：鴨川清作[9]
  - 音楽[9]：入江薫、中元清純、吉崎憲治
  - 音楽指揮合唱指導：十時一夫[9]
  - 振付：岡正躬[9]
  - 装置：渡辺正男[9]
  - 衣装：静間潮太郎[9]
  - 照明：今井直次[9]
  - 音響監督：松永浩志[9]
  - 小道具：上田特市[9]
  - 効果：坂上勲[9]
  - 演出補：酒井澄夫[9]
  - 演出助手：三木章雄[9]
  - 制作：野田浜之助[9]

- 主な配役（本公演）
  - カール：古城都[9]
  - マルギット：初風諄[9]
  - フロリアン、フックス：大滝子[9]、榛名由梨[9]
  - シュザンヌ：麗美花[9]
  - アンジェリカ：千草美景[9]
  - ヨゼフ：美山しぐれ[9]
  - 夫人：御幸沙智子[9]
  - ベロニカ：恵さかえ[9]
  - ホルガー：岬ありさ[9]
  - ロンバルト：小柳日鶴[9]
  - ベティ：小松美保[9]
  - 水夫：水の瀬あきら[9]、叶八千矛[9]、麻生薫[9]
  - カウフマン刑事：藤城潤[9]
- 主な出演者（第一回新人公演）
  - 大滝子[10]
  - 千草美景[10]
  - 麻生薫[10]
  - 常花代[10]
  - 藤代潤[10]
  - 美里景[10]
- 主な出演者（第二回新人公演）
  - 榛名由梨[10]
  - 叶八千矛[10]
  - 麗美花[10]
  - 藤代潤[10]
  - 美里景[10]

### 1983年花組
2月11日から3月23日（新人公演は3月8日）まで、宝塚大劇場にて上演。同年7月3日から7月31日（新人公演は7月20日）に東京宝塚劇場、5月1日から5月5日に福岡市民会館、5月7日から5月22日に別府、大分、宮崎、都城、熊本、水俣、久留米、川内、鳴門、和歌山、奈良にて上演。柴田侑宏が潤色、演出を担当した。伴演作は『オペラ・トロピカル』。
- 主な配役（宝塚・東京）
  - カール：順みつき（新人公演：瀬川佳英）[15]
  - マルギット：若葉ひろみ（新人公演：ひびき美都）[15]

順みつきのサヨナラ公演、また順は前年まで松あきらと男役複数トップであったため、本作が大劇場での唯一の単独トップとしての公演となった。
宝塚大劇場公演のデータ
形式名は「ミュージカル・ロマン」。
17場。
- スタッフ
  - 作：菊田一夫[19]
  - 潤色・演出：柴田侑宏[19]
  - 音楽[19]：入江薫、中元清純
  - 音楽指揮：野村陽児[19]
  - 振付：岡正躬[19]
  - 装置：渡辺正男[19]
  - 衣装：静間潮太郎[19]
  - 照明：今井直次[20]
  - 音響：松永浩志[20]
  - 小道具：上田特市[20]
  - 効果：坂上勲[20]
  - 演出助手[20]：正塚晴彦、谷正純
  - 制作[20]：田中拓助

### 2019年星組
1月1日から2月4日まで宝塚大劇場（新人公演：1月22日）、2月15日から3月24日まで東京宝塚劇場（新人公演：2月28日）。上田久美子が潤色・演出。伴演作は『ESTRELLAS 〜星たち〜』
- 主な配役（宝塚・東京）[21]
  - カール・シュナイダー：紅ゆずる（新人公演：極美慎）
  - マルギット・シュラック：綺咲愛里（新人公演：水乃ゆり）
  - フロリアン・ザイデル：礼真琴（新人公演：天華えま）
  - ヨゼフ・シュラック：一樹千尋（新人公演：遥斗勇帆）
  - ヴェロニカ：英真なおき（新人公演：有沙瞳）
  - ザビーネ・シュラック：万里柚美（新人公演：澪乃桜季）
  - ホルガー：美稀千種（新人公演：朱紫令真）
  - トビアス：七海ひろき（新人公演：天飛華音）
  - マインラート：如月蓮（新人公演：天希ほまれ）
  - マインラート夫人：白妙なつ（新人公演：小桜ほのか）
  - カウフマン警部：天寿光希（新人公演：夕渚りょう）
  - アンゼリカ・ロンバルト：音波みのり（新人公演：星蘭ひとみ）
  - エルメンライヒ：大輝真琴（新人公演：隼玲央）
  - ロンバルト：輝咲玲央（新人公演：湊璃飛）
  - デュッケ：瀬稀ゆりと（新人公演：颯香凜）
  - エルメンライヒ夫人：紫月音寧（新人公演：桜里まお）
  - ゼルマ：夢妃杏瑠（新人公演：華雪りら）
  - オリバー：麻央侑希（新人公演：蒼舞咲歩）
  - エドガー・クライン：漣レイラ（新人公演：夕陽真輝）
  - フリードリヒ・ヘルマー：ひろ香祐（新人公演：奏碧タケル）
  - ミリー：紫りら（新人公演：七星美妃）
  - マルチン：瀬央ゆりあ（新人公演：天路そら）
  - ハイデ：音咲いつき（新人公演：二條華）
  - エンリコ：紫藤りゅう（新人公演：希沙薫）
  - 水夫：拓斗れい
  - 水夫：朝水りょう
  - 警官：桃堂純（新人公演：天翔さくら）
  - エリカ：華鳥礼良（新人公演：都優奈）
  - 水夫：彩葉玲央
  - シュザンヌ・シュラック：有沙瞳（新人公演：桜庭舞）
  - リコ：天華えま（新人公演：碧海さりお）
  - レオノーラ・ヘルマー：澪乃桜季（新人公演：紅咲梨乃）
  - 水夫：夕渚りょう
  - 水夫：天希ほまれ
  - 水夫：湊璃飛
  - アデーレ・クライン：華雪りら（新人公演：彩園ひな）
  - エッダ：小桜ほのか（新人公演：きらり杏）
  - 警官：遥斗勇帆（新人公演：鳳真斗愛）
  - ペトロネラ：桜庭舞（新人公演：澄華あまね）
  - アドリアン・エルメンライヒ：極美慎（新人公演：咲城けい）
  - ローゼマリー・マインラート：星蘭ひとみ（新人公演：星咲希）
  - ヨーニー：天飛華音（新人公演：碧音斗和）
  - ベティ・シュナイダー：水乃ゆり（新人公演：瑠璃花夏）

宝塚大劇場でのデータ
形式名は「Once upon a time in Takarazuka」。
17場。
- スタッフ
  - 作：菊田一夫
  - 潤色・演出：上田久美子
  - 作曲・編曲：入江薫
  - 作曲・編曲：青木朝子
  - 作曲・編曲：高橋恵
  - 音楽指揮：佐々田愛一郎
  - 振付：御織ゆみ乃
  - 振付：若央りさ
  - 殺陣：清家三彦
  - 装置：新宮有紀
  - 衣装：有村淳
  - 照明：勝柴次朗
  - 音響：実𠮷英一
  - 小道具：下農直幸
  - 歌唱指導：ちあきしん